# Milina
Milina (cyr. Милина) – wieś w Serbii, w okręgu maczwańskim, w mieście Loznica. W 2011 roku liczyła 183 mieszkańców.